# Papowo Toruńskie
Papowo Toruńskie is een dorp in de Poolse woiwodschap Koejavië-Pommeren. De plaats maakt deel uit van de gemeente Łysomice en telt 1100 inwoners.

## Verkeer en vervoer
- Station Papowo Toruńskie